# Innocentius van Verona
Innocentius van Verona (5e eeuw) was bisschop van Verona, een Italiaanse stad in het West-Romeinse Rijk. Voor de Rooms-Katholieke Kerk is hij een heilige.

## Levensloop
Volgens de traditie is hij de veertiende bisschop in Verona en kwam hij na de heilige Petronius die circa 425-450 op de bisschopstroon zat. Vandaar wordt Innocentius’ bestuur gesitueerd in de 2e helft van de 5e eeuw.
Zijn grafsteen werd voor het eerst beschreven in de 11e à 12e eeuw. Hij was begraven naast of samen met de heilige Gaudentius, een andere heilige bisschop van Verona. In 1543 werd het graf geopend en de beenderen van twee mannen gevonden. Het was het begin van een heropleving van zijn cultus. 